# Robert of Thwing (Ritter, † zwischen 1245 und 1257)

Wappen von Robert of Thwing

Sir Robert of Thwing (auch Robert III of Thwing oder Thweng, alias William Wither) († zwischen 1245 und 1257) war ein englischer Ritter.

## Herkunft
Robert of Thwing entstammte der nordenglischen Familie Thwing. Er war der älteste Sohn von Marmaduke I of Thwing. Nach dem Tod seines Vaters, der zu einem unbekannten Zeitpunkt nach 1234 starb, übernahm er die Verwaltung der Familienbesitzungen in Yorkshire und Lincolnshire.

## Rolle in der Revolte gegen aus Italien stammende Geistliche
Thwing wird erstmals 1229 erwähnt, als er Richard de Percy wegen Rechte in Kilton und Kirkleatham verklagte. Er war in den Besitz dieser Güter gekommen, weil er zuvor 1229 Mathilda, die Witwe von Richard de Autrey geheiratet hatte. Sie war eine Nichte und die Erbin von William of Kilton. 1231 stellte sich Thwing offen gegen die italienischen Geistlichen, die vom Papst mit Ämtern in englischen Kirchen versorgt wurden. Ausschlaggebend war offenbar der Italiener, der mit Unterstützung von Walter de Gray, dem Erzbischof von York Pfarrer der Kirche von Kirkleatham geworden war. Thwing hatte dabei das Pfründenbesetzungsrecht für die Kirche erst im Vorjahr in einem Prozess gegen den Prior von Guisborough erworben. Thwing nannte sich nun William Wither oder William the Angry. Er machte sich zum Anführer eines gewalttätigen Protestes gegen die ausländischen Geistlichen in Yorkshire. Dabei wurden um Ostern 1232 die Vorratshäuser der Geistlichen von sogenannten Withermen geplündert und die Vorräte unter den Armen verteilt. Unterstützt wurden die Aufständischen dabei von englischen Geistlichen, die aufgrund einer 1229 erhobenen Steuer des Zehnten auf ihr Einkommen an den Papst unzufrieden waren. Gegen diese Übergriffe protestierte Papst Gregor IX. bei König Heinrich III. Dieser ließ nun mehrere führende Höflinge verhaften, die in die Revolten verwickelt waren, darunter den Justiciar Hubert de Burgh. De Burgh soll angeblich die Withermen stillschweigend unterstützt haben, weil der Papst die Rechtmäßigkeit seiner Ehe angezweifelt hatte. Der König sandte nun Thwing nach Rom, wo er den Papst um Absolution bitten sollte. 1239 reiste Thwing erneut nach Rom, wo er dem Papst ein weiteres Protestschreiben der englischen Barone überbrachte. Vielleicht durch die Fürsprache von Richard von Cornwall, in dessen Dienst sich Thwing begeben hatte, sicherte Papst Gregor IX. nun den Patronatsherren bei der Besetzung von geistlichen Ämtern den Vorrang gegenüber päpstlichen Verfügungen zu.

## Späteres Leben
Anfang 1240 gehörte Thwing dem Heer an, mit dem Richard von Cornwall zum Kreuzzug ins Heilige Land aufbrach. Nachdem das Heer Marseille erreicht hatte, sandte Richard Thwing zu Kaiser Friedrich II., dem er von den Versuchen des Papstes, den Kreuzzug zu verzögern, berichten sollte. Aufgrund dieser Mission kam Thwing vielleicht nicht bis nach Palästina. Zurück in England, wurde er 1244 angeklagt, weil er in Windsor Castle einen Geistlichen im Dienst von Erzbischof Walter de Gray tätlich angegriffen hatte. Daraufhin wurden seine Besitzungen beschlagnahmt, die ihm dann aber 1245 zurückgegeben wurden. Thwings Todesjahr ist unbekannt, ebenso der Name seiner Frau. 1257 war sein ältester Sohn Marmaduke II of Thwing im Besitz der Familiengüter.
Robert of Thwing wird gelegentlich mit seinem namensgleichen Enkel Robert of Thwing († 1279) verwechselt, der 1266 noch minderjährig war, und mit einem anderen Robert Thweng, der vielleicht ein unehelicher Sohn von ihm war. Dieser Robert Thweng war mit einer Hugolina verheiratet, nahm an Verhandlungen mit Schottland teil und diente ab 1262 als Ritter im königlichen Haushalt.